# Sauromace I d'Iberia
Sauromace I di Iberia (in georgiano საურმაგი?) (fl. III-II secolo a.C.) è stato il secondo re dell'Iberia caucasica.